# Barbara Ronchi

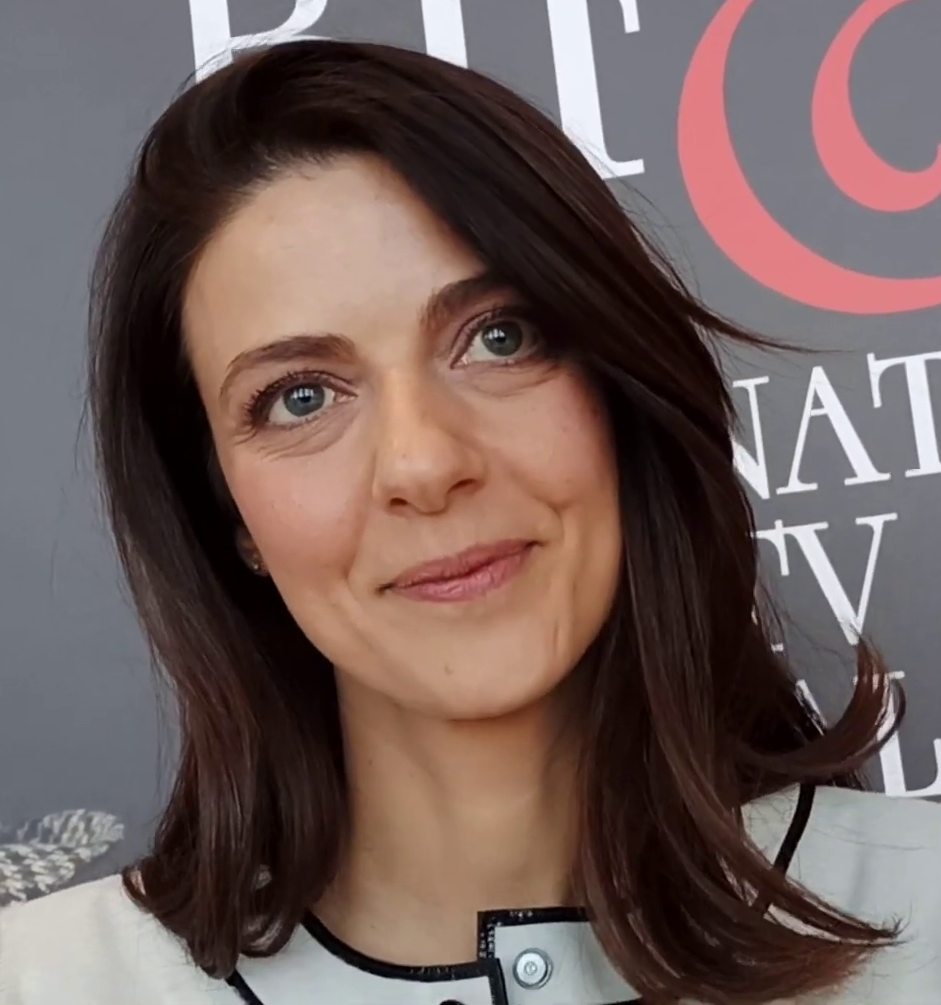
Barbara Ronchi im Jahr 2023

Barbara Ronchi (* 22. Juni 1982 in Rom) ist eine italienische Schauspielerin.

## Leben
Barbara Ronchi wurde 1982 in Rom geboren. Bevor sie ihre Schauspielkarriere startete, studierte sie zunächst in ihrer Geburtsstadt drei Jahre Archäologie und Geschichte an der Universität La Sapienza. Sie nahm anschließend ein Studium an der Accademia nazionale d’arte drammatica auf, welches sie im Jahr 2009 abschloss und dann ans Theater ging.
Sie bekam 2010 ihre erste Filmrolle in La città invisibile und spielte 2013 in dem preisgekrönten Film Miele. 2017 wurde sie beim Bari International Film Festival als Beste Nebendarstellerin für ihre Rolle in dem Film Sweet Dreams – Fai Bei Sogni ausgezeichnet, 2023 dann als Beste Schauspielerin für ihre Rolle in dem Film Es war Zeit (im Original Era ora). In dem 2022 veröffentlichten tschechisch-italienischen Historienfilm Der Böhme verkörperte sie die Sängerin Caterina Gabrielli und wurde dafür für den tschechischen Filmpreis Český lev („Böhmischer Löwe“) als Beste Hauptdarstellerin nominiert. Für ihre Leistung in Settembre wurde sie 2023 mit dem David di Donatello als Beste Hauptdarstellerin ausgezeichnet.

## Filmografie
- 2010: La città invisibile
- 2013: Miele
- 2015: Hotel Imperial (Grand Hotel)
- 2016: Träum was Schönes – Fai Bei Sogni (Fai Bei Sogni)
- 2022: Der Böhme (Il Boemo)
- 2022: Es war Zeit (Era ora)
- 2022: Settembre
- 2023: Die Bologna-Entführung – Geraubt im Namen des Papstes (Rapito)
- 2024: Se posso permettermi – Capitolo II (Kurzfilm)
- 2024: Diva Futura
- 2024: Familia
- 2024: Ein Zug voller Hoffnung (Il treno dei bambini)
- 2024: Nonostante

## Auszeichnungen
- 2023: David di Donatello – Beste Hauptdarstellerin (in dem Film Settembre)[3]